# Autoestradas interurbanas de Espanha
As seguintes autoestradas são parte da RCE, e a diferença das vias rápidas, em Espanha são geridas pelas empresas concessionárias, em celebração de um contrato de exploração com o Estado.
| Via | Denominação da Via          | Itinerário |
| --- | --------------------------- | --- |
|     | Autoestrada do Norte        | Burgos - Miranda de Ebro - Armiñón, Vergara - Éibar                                                                                |
|     | Autoestrada do Nordeste     | Alfajarín - Lérida - El Vendrell                                                                                                   |
|     | Autoestrada do Sul          | Sevilla - Cádiz |
|     | Autoestrada do Noroeste     | Villalba - Adanero |
|     | Autoestrada do Mediterrâneo | França - La Junquera - Gerona - Barcelona - Tarragona - Puzol, Silla - Alicante, Crevillente - Cartagena - Vera, Málaga - Guadiaro |
|     | Autoestrada do Cantábrico   | Behobia - San Sebastián - Bilbao                                                                                                   |
|     | Autoestrada do Atlântico    | Ferrol - Corunha - Santiago - Pontevedra - Vigo - Tuy - A-55                                                                       |
|     | Autopista de Navarra        | Tudela - Pamplona - Irurzun |
|     | Autopista Ocaña-La Roda     | Ocaña - Corral de Almaguer - Quintanar de la Orden - Mota del Cuervo - Las Pedroñeras - La Roda                                    |
|     | Autopista Alicante-Murcia   | Alicante - * - Murcia |
|     | Autopista Madrid-Córdoba    | Madrid - Toledo - * - Ciudad Real - Córdoba                                                                                        |
|     | Autopista de Málaga         | Alto de las Pedrizas - * - Málaga                                                                                                  |
|     | Conexión Ávila              | Villacastín - Ávila |
|     | Autopista Central Gallega   | Santiago - Alto de Santo Domingo - * - AG-53                                                                                       |
|     | Conexión Segovia            | San Rafael - Segovia |
|     | Autopista Ruta de la Plata  | Campomanes - León |
|     | Autopista Vasco-aragonesa   | Bilbao - Logroño - Zaragoza |
|     | Autopista Dos Mares         | Reinosa - * - Miranda de Ebro |
|     | Autopista León-Astorga      | León - Astorga |

(* em construção o projecto)